# Jason Rogel
Jason Rogel, född 6 augusti 1976 i Long Beach i Kalifornien, är en amerikansk skådespelare med filippinsk härkomst. Han har bland annat spelat rollen som Sebastian i Disney Channel-serien Raven's Home och Larry i TV-filmen The Mistle-Tones. Han har också haft ett gästspel i Nickelodeonserien Henry Danger, i rollen som Morgan Maykew.

## Filmografi (i urval)

### Filmer
| År   | Titel                        | Roll           | Noter |
| ---- | ---------------------------- | -------------- | ----- |
| 2011 | Swamp Shark                  | Martin         |       |
| 2012 | The Mistle-Tones             | Larry          |       |
| 2015 | With This Ring               | Mikiko         |       |
| 2019 | Rim of the World             | Tulltjänsteman |       |
| 2019 | Tall Girl                    | Dr. Sager      |       |
| 2020 | The Babysitter: Killer Queen | Konstapel Phil |       |

### TV-serier
| År   | Titel                       | Roll                    | Noter     |
| ---- | --------------------------- | ----------------------- | --------- |
| 2008 | Jimmy Kimmel Live!          | Slimmons, hiphopdansare |           |
| 2008 | The Sarah Silverman Program | Mongolisk gaykille #2   |           |
| 2009 | How I Met Your Mother       | Kontorist               |           |
| 2009 | The Office                  | Erik                    |           |
| 2009 | Bones                       | Broderick Mullins       |           |
| 2009 | Monk                        | Satellitentusiast       |           |
| 2009 | Dexter                      | Langsbury               |           |
| 2009 | Community                   | Ropati Eneki            |           |
| 2010 | Romantically Challenged     | Registrator             |           |
| 2011 | Supah Ninjas                | Barry                   |           |
| 2012 | House of Lies               | Manager                 |           |
| 2014 | Hart of Dixie               | Walter Wallen           |           |
| 2015 | Cougar Town                 | Bytande kund            |           |
| 2015 | Life in Pieces              | Honus                   |           |
| 2016 | Dice                        | Försäljare              |           |
| 2017 | Lady Dynamite               | Rodel                   | Säsong 2  |
| 2017 | This Is Us                  | Karl                    |           |
| 2018 | Bosch                       | Detektiv Jeremy Fix     | 4 avsnitt |
| 2018 | Henry Danger                | Morgan Maykew           |           |
| 2018 | Homecoming                  | Sköterska Cory          | 3 avsnitt |
| 2018 | Raven's Home                | Sebastian               | 4 avsnitt |
| 2018 | The Kids Are Alright        | Brevbärare              | 1 avsnitt |
| 2021 | Magnum                      | Maui                    |           |
| 2022 | Warped!                     | Owen                    |           |
| 2022 | The Neighborhood            | Alejandro               |           |
| 2022 | NCIS                        | Leo                     |           |
| 2022 | Young Sheldon               | Nigel                   | 2 avsnitt |